# Рыскали, Аманжан Саулебайулы
Рыскали, Аманжан Саулебаевич (род.17 апреля 1969, КазССР, Гурьевская область, Макатский район) — казахстанский политический деятель, бывший Депутат Атырауского областного маслихата (с 08.2007) Государственный деятель Атырауской области.

## Биография
Семейное положение, родственные связи:
- Жена: Рыскалиева Турсын Жаманбаевна
- Дети: сыновья - Марат, Болат, Канат; дочь - Данагуль

Владение языками:
- Казахский, русский

Образование, специальность (квалификация), лицензии:
- Актюбинский государственный университет им. X. Жубанова, экономист

Последняя должность: Экс-Депутат Мажилиса Парламента Республики Казахстан V созыва

## Трудовой стаж
- Монтер, слесарь-электрик локомотивного депо станции Макат (1986-1993);
- Экспедитор частного малого предприятия «Одиссей» (1993-1996);
- Директор ТОО «Батэкс» (1996-1998);
- Заместитель генерального директора по экономическим вопросам ТОО «Трансмарс» (1998-2004);
- Директор по финансам ТОО «Батыс-Транспорт-СИМ» (2005-2007);
- Генеральный директор ТОО «МК-Бизнес» (2007-2012)

Прочие должности:
- Член правления, председатель Атырауского филиала НЭПК «Союз Атамекен» (2007-2012)

## Политика
- Депутат Атырауского областного маслихата (с 08.2007);
- Кандидат в депутаты Мажилиса Парламента Республики Казахстан V созыва по партийному списку Демократической партии Казахстана «Ак жол» (08.12.2011); Депутат Мажилиса парламента Казахстана V созыва, Член Комитета по экономической реформе и региональному развитию

Партийная принадлежность:
- Член Демократической партии Казахстан «Ак жол»

Идеал политического деятеля – Н.А. Назарбаев.

## Прогноз
«Несмотря на мировой финансовый и экономический кризис, будущее Казахстана мне видится весьма позитивным при поддержке казахстанцами политики Президента Н.А. Назарбаева. Казахстан к 2030 году должен войти в число наиболее развитых стран мира. Казахстан станет страной, производящей высокотехнологичную продукцию, конкурентоспособную на ведущих мировых рынках, стандарты жизни казахстанцев будут наравне с уровнем жизни передовых стран мира».

## Хобби
Футбол, волейбол, баскетбол

## Государственные и международные награды, премии, почётные звания
- Орден «Курмет»;
- Медаль «Қазақстан Республикасының тәуелсіздігіне 20 жыл»;
- Медаль «Атамекен» 2-й степени;
- Почётный деятель спорта Республики Казахстан